# 3012 Мінськ
3012 Мінськ (3012 Minsk) — астероїд головного поясу, відкритий 27 серпня 1979 року.
Тіссеранів параметр щодо Юпітера — 3,105.